# Renata (película de 1974)
Renata (internacionalmente estrenada como Bitter Love y Amore amaro) es una película dramática italiana de 1974, dirigida por Florestano Vancini.
La banda sonora fue compuesta por Armando Trovaioli (57 años).
Por este largometraje, Lisa Gastoni (39 años) fue premiada con un Nastro d'argento, en 1975, por mejor actriz principal.

## Argumento
La película, ambientada en la Ferrara de la década de 1930, cuenta la historia de un amor imposible, entre un joven estudiante, Antonio Olivieri (Leonard Mann) y una viuda con hijos, de 35 años de edad, Renata Andreoli (Lisa Gastoni). De hecho, las diferencias sociales, y sus inclinaciones políticas irreconciliables, impedirían el desarrollo de su relación.
Este texto es una traducción de Wikipedia en inglés.